# Буролистка
Буроли́стка (лат. Perilla) — рід трав'янистих рослин родини глухокропивові ряду губоцвіті.

## Назва
- Буролистка[1]
- Періля[1][2]
- Перила[3][4][5]
- Базилик — степовий говір української мови[1]

## Види
- буролистка однорічна (Perilla frutescens (L.) Britton)
- буролистка багаторічна (Perilla nankinensis (Lour.) Decne)